# 恩尼·派爾
恩尼斯特·泰萊·「恩尼」·派爾（Ernest Taylor "Ernie" Pyle；1900年8月3日—1945年4月18日）是美國籍著名戰地記者，被譽為「第二次世界大戰最偉大的戰地記者」，1944年普立茲獎得主，他的報導獲得200家報紙刊載。1945年4月18號，在琉球群島的伊江島（Ie Shima）採訪時，被日軍機槍手擊殺，一顆子彈貫穿了太陽穴。恩尼·派爾殉職後，當地的士兵在他的墳上設了一個墓碑，上面寫著「陸軍步兵第77師在此損失了一位好友：恩尼派爾」。
恩尼·派爾擅長「從士兵的眼光寫戰爭」，恩尼說自己是「用蛔蟲的角度看這場戰爭」，幫助美國民眾了解在境外作戰的子弟兵生活實況，深受歡迎，並贏得了士兵的敬重。

## 著作
恩尼·派爾的報導，包括在非洲、太平洋戰區的採訪報導，在他死後，由好友集結成幾本書出版。中文版由台灣軍事著作翻譯名家黃文範執筆翻譯，由台灣中央日報出版，包括他的個人傳記，一系列稱為《恩尼派爾全集》。
- 《這是你的戰爭》，記錄第二次世界大戰期間，美國軍隊赴北非戰場，與德意联军對戰的過程。

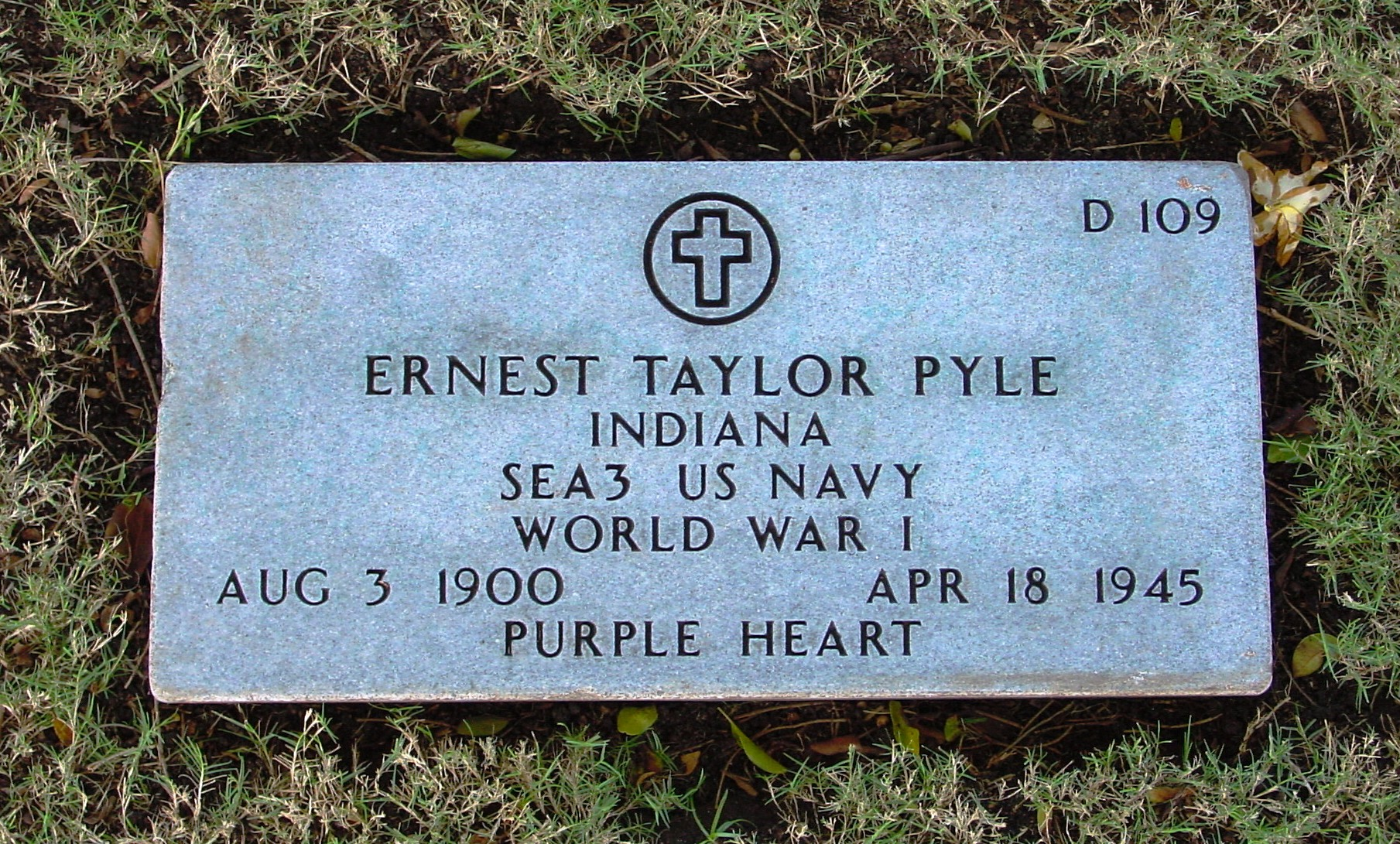
恩尼·派爾的 老兵墓石，在埋葬地-夏威夷歐胡島，記載著他獲得了「紫心勳章」

- 《勇士們》
- 《四十八州天下》